# Переписи населения в Бразилии
Переписи населения в Бразилии (порт. Censo demográfico no Brasil) проводятся каждые десять лет начиная с 1940 года. Их организацией, а также обработкой и публикацией данных занимается Бразильский институт географии и статистики. Последняя общенациональная перепись населения прошла в 2010 и зафиксировала присутствие в стране 190,7 млн. чел.

## История
В течение первых 250 лет португальской колонизации население страны никак не учитывалось.  Только с 1750 г.  начался спорадический учёт (опись) населения (в основном мужского) на уровне штатов в целях получения данных для военного призыва. Первая полноценная перепись населения теперь уже независимой Бразильской империи прошла в 1872 году. В 1890 году появилась тенденция проводить переписи каждые 10 лет, хотя эта традиция нарушалась в 1910 и 1930 годах. Начиная с 1940 года переписи населения проводятся регулярно и с каждым разом всё более детально.

## Динамика населения по переписям 1872—1920
| Nº | Год  | Муж.       | Жен.       | Всего      |
| -- | ---- | ---------- | ---------- | ---------- |
| 1  | 1872 | 5.123.869  | 4.806.609  | 9.930.478  |
| 2  | 1890 | 7.237.932  | 7.095.983  | 14.333.915 |
| 3  | 1900 | 8.900.526  | 8.537.908  | 17.438.434 |
| 4  | 1920 | 15.443.818 | 15.191.787 | 30.635.605 |